# Thomas Arbousset
Pour les articles homonymes, voir Arbousset.
Jean Thomas Arbousset (13 janvier 1810 à Pignan-29 septembre 1877 à Saint-Sauvant) est un pasteur protestant français et un missionnaire de la Société des missions évangéliques de Paris. Il exerce son ministère au Lesotho, à Tahiti puis à Saint-Sauvant, dans la Vienne.

## Biographie
Né à Pignan, il décide de devenir missionnaire, et se forme auprès du pasteur Gachon, à Mazères.
Il fait ses études à la Maison des missions de Paris fin 1829 et y étudie jusqu'à l'été 1832, date à laquelle il est consacré. La société des missions l'envoie en Afrique australe, sans destination arrêtée, avec Eugène Casalis et Constant Gosselin. Ils arrivent au Cap fin février 1833. Ils créent la mission chez les Bassoutos, en actuel Lesotho. Ils soutiennent notamment les Bassoutos durant la guerre des Boers, jusqu'à que ceux-ci obtiennent la protection britannique. 
Thomas Arbousset mène des explorations des montagnes du nord. traduite dans la langue séchuana une cinquantaine de chapitres de la Bible.
Après vingt-sept ans de séjour au Lesotho, il revient en France en 1860. Son épouse, Katherine Rogers qu'il a épousée en 1837 au Cap, meurt le 14 septembre 1860 dans le naufrage de l'Aberconway à Falmouth, en Cornouailles. Sa fille aînée Katherine Mariette (1847, Morija au  Basotho, 1931, Bourges) étant malade, Thomas Arbousset envisage d'abord de s'installer à Menton, mais il accepte en 1867, à la demande de la Société des missions, d'aller à Tahiti, alors un protectorat français. Il trouve là une église bien établie, créée par des missionnaires anglais, mais en conflit à la fois avec des missionnaires catholiques et l'administration français. Son action semble avoir été efficace. 
Il rentre en France fin 1865, et devient pasteur de l'Église réformée de Saint-Sauvant, où il se trouve en butte aux conflits locaux qui opposent protestants libéraux et évangéliques. De ce fait, il n'obtient pas sa titularisation, sous le prétexte qu'il n'est pas bachelier en théologie. L'intervention du ministère de l'Intérieur lui permet d'être autorisé à exercer son ministère, en octobre 1866.
Thomas Arbousset meurt en 1877 à Saint-Sauvant.

## Publications
- Relation d'un voyage d'exploration au nord-est de la colonie du Cap de Bonne-Espérance entrepris dans le mois de mars, avril et mai 1836 par MM. T. Arbousset et F. Daumas, missionnaires de la Société des Missions évangéliques de Paris, Arthus-Bertrand, Paris, 1842, 620 p. , lire en ligne sur Gallica
- Tahiti et les îles adjacentes ; par Th. Arbousset. Voyages et séjour dans ces îles, de 1862 à 1865, Grassart, Paris, 1867, lire en ligne sur Gallica